# 1. Fußball-Club Saarbrücken 1992-1993
Questa voce raccoglie le informazioni riguardanti il 1. Fußball-Club Saarbrücken nelle competizioni ufficiali della stagione 1992-1993.

## Stagione
Nella stagione 1992-1993 il Saarbrücken, allenato da Peter Neururer, concluse il campionato di Bundesliga al 18º posto. In Coppa di Germania il Saarbrücken fu eliminato al secondo turno dal Carl Zeiss Jena.

## Rosa
| N. |                           | Ruolo | Calciatore          |
| -- | ------------------------- | ----- | ------------------- |
|    | Germania (bandiera)       | P     | Stefan Brasas       |
|    | Germania (bandiera)       | P     | Marco Kostmann      |
|    | Germania (bandiera)       | P     | Stephan Straub      |
|    | Germania (bandiera)       | P     | Alfred Wahlen       |
|    | Germania (bandiera)       | D     | Stephan Beckenbauer |
|    | Germania (bandiera)       | D     | Henning Bürger      |
|    | Germania (bandiera)       | D     | Bernd Eichmann      |
|    | Polonia (bandiera)        | D     | Wenanty Fuhl        |
|    | Germania (bandiera)       | D     | Matthias Hönerbach  |
|    | Germania (bandiera)       | D     | Michael Kostner     |
|    | Rep. del Congo (bandiera) | D     | Yvon Okemba         |
|    | Germania (bandiera)       | D     | Thomas Stratos      |
|    | Senegal (bandiera)        | C     | Malik Badji         |
|    | Germania (bandiera)       | C     | Thomas Kristl       |

| N. |                        | Ruolo | Calciatore       |
| -- | ---------------------- | ----- | ---------------- |
|    | Germania (bandiera)    | C     | Jürgen Lange     |
|    | Germania (bandiera)    | C     | Matthias Lust    |
|    | Germania (bandiera)    | C     | Jörg Reeb        |
|    | Germania (bandiera)    | C     | Bernd Rohrbacher |
|    | Germania (bandiera)    | C     | Jörg Roth        |
|    | Germania (bandiera)    | C     | Wolfgang Schüler |
|    | Germania (bandiera)    | C     | Thomas Stickroth |
|    | Germania (bandiera)    | C     | Wolfram Wuttke   |
|    | Germania (bandiera)    | C     | Thomas Zechel    |
|    | Germania (bandiera)    | A     | Arno Glesius     |
|    | Germania (bandiera)    | A     | Michael Krätzer  |
|    | Russia (bandiera)      | A     | Yuriy Savichev   |
|    | Stati Uniti (bandiera) | A     | Eric Wynalda     |

## Organigramma societario
Area tecnica
- Allenatore: Peter Neururer
- Allenatore in seconda:
- Preparatore dei portieri:
- Preparatori atletici:

## Calciomercato

### Sessione estiva
| Acquisti | Acquisti            | Acquisti          | Acquisti |
| R.       | Nome                | da                | Modalità |
| -------- | ------------------- | ----------------- | -------- |
| C        | Malik Badji         | Sedan             |          |
| D        | Stephan Beckenbauer | Grenchen          |          |
| P        | Stefan Brasas       | Kickers Stoccarda |          |
| D        | Henning Bürger      | Schalke 04        |          |
| A        | Arno Glesius        | Karlsruhe         |          |
| C        | Matthias Lust       | Waldhof Mannheim  |          |
| D        | Yvon Okemba         | Inter Brazzaville |          |
| A        | Yuriy Savichev      | Olympiacos        |          |
| C        | Thomas Stickroth    | St. Mirren        |          |
| D        | Thomas Stratos      | Amburgo           |          |
| C        | Wolfram Wuttke      | Espanyol          |          |

| Cessioni | Cessioni            | Cessioni        | Cessioni |
| R.       | Nome                | a               | Modalità |
| -------- | ------------------- | --------------- | -------- |
| A        | Jonathan Akpoborie  | Carl Zeiss Jena |          |
| A        | Heikko Glöde        | Remscheid       |          |
| D        | Eugen Hach          | Saarbrücken II  |          |
| D        | Nasko Jelev         | Homburg         |          |
| D        | Michael Nushöhr     | Balzers         |          |
| C        | Christiaan Pförtner | Homburg         |          |
| A        | Michael Preetz      | Duisburg        |          |
| A        | Brian Skårup        | Odense          |          |

### Sessione invernale
| Acquisti | Acquisti | Acquisti | Acquisti |
| R.       | Nome     | da       | Modalità |
| -------- | -------- | -------- | -------- |

| Cessioni | Cessioni | Cessioni | Cessioni |
| R.       | Nome     | a        | Modalità |
| -------- | -------- | -------- | -------- |

## Risultati

### Bundesliga

#### Girone di andata
| Arbitro: | Best |

|          |           |             |
| Thom 13’ | Marcatori | 74’ Krätzer |

| Arbitro: | Schmidt |

|                  |           |  |
| Wynalda 38’, 75’ | Marcatori |  |

| Arbitro: | Strampe |

|                                                  |           |  |
| Heinemann 43’ (rig.) Moutas 54’, 76’ Wegmann 69’ | Marcatori |  |

| Arbitro: | Stenzel |

|             |           |                                           |
| Wynalda 26’ | Marcatori | 47’ Anderbrügge 58’ Müller 89’ Mihajlović |

| Arbitro: | Boos |

|                  |           |              |
| Hartenberger 81’ | Marcatori | 67’ Savichev |

| Arbitro: | Weber |

|                  |           |  |
| Wynalda 64’, 74’ | Marcatori |  |

| Arbitro: | Aust |

|           |           |                 |
| Kruse 42’ | Marcatori | 90’ (aut.) Roth |

| Arbitro: | Assenmacher |

|                    |           |                      |
| Kostner 83’ (rig.) | Marcatori | 12’ (aut.) Hönerbach |

| Arbitro: | Albrecht |

|                                             |           |                          |
| Steinmann 8’ Rudy 30’ Lehmann 56’ Sturm 90’ | Marcatori | 28’ Wynalda 69’ Savichev |

| Arbitro: | Krug |

|            |           |             |
| Kristl 27’ | Marcatori | 51’ Kreuzer |

| Arbitro: | Fröhlich |

|                                  |           |               |
| Neuhaus 19’ Leśniak 23’ Fink 65’ | Marcatori | 60’ Stickroth |

| Arbitro: | Fux |

|                                  |           |               |
| Kristl 8’ Bürger 40’ Krätzer 90’ | Marcatori | 45’ Chapuisat |

| Arbitro: | Heynemann |

|                     |           |                                                       |
| Dahlin 49’ Neun 67’ | Marcatori | 23’, 26’ Wynalda 61’ Savichev 80’ Schüler 90’ Kostner |

| Arbitro: | Löwer |

|  |           |                            |
|  | Marcatori | 22’ Schnoor 54’, 87’ Bäron |

| Arbitro: | Wittke |

|                           |           |  |
| Rufer 61’ (rig.) Kohn 86’ | Marcatori |  |

| Arbitro: | Kuhne |

|                     |           |                       |
| Knup 25’ Walter 31’ | Marcatori | 35’ Lange 63’ Kostner |

| Arbitro: | Prengel |

|  |           |             |
|  | Marcatori | 88’ Brunner |

#### Girone di ritorno
| Arbitro: | Kiefer |

|                                  |           |          |
| Lust 8’ Kristl 61’ Stickroth 70’ | Marcatori | 56’ Thom |

| Arbitro: | Malbranc |

|                        |           |                                |
| Bender 26’, 44’ (rig.) | Marcatori | 7’ Savichev 72’ (rig.) Kostner |

| Arbitro: | Best |

|            |           |               |
| Kristl 50’ | Marcatori | 4’ Christians |

| Arbitro: | Heynemann |

|                                       |           |                          |
| Anderbrügge 45’ (rig.) Sendscheid 79’ | Marcatori | 43’ Savichev 83’ Krätzer |

| Arbitro: | Habermann |

|                                          |           |                                |
| Kostner 38’ (rig.) Savichev 45’ Fuhl 70’ | Marcatori | 34’ Adler 43’ Paßlack 82’ Walz |

| Arbitro: | Dellwing |

|             |           |              |
| Goldbæk 75’ | Marcatori | 22’ Savichev |

| Saarbrücken 2 aprile 1993, ore 19:30 CEST 24ª giornata | Saarbrücken | 0 – 0 referto | Eintracht Francoforte | Ludwigsparkstadion (29 000 spett.)\| Arbitro: \| Führer \| |
| Arbitro:                                               | Führer      |               |                       |                                                            |

| Dresda 10 aprile 1993, ore 15:30 CEST 25ª giornata | Dinamo Dresda | 0 – 0 referto | Saarbrücken | Rudolf-Harbig-Stadion (16 500 spett.)\| Arbitro: \| Osmers \| |
| Arbitro:                                           | Osmers        |               |             |                                                               |

| Arbitro: | Fux |

|  |           |                                    |
|  | Marcatori | 30’ Fuchs 55’ Heldt 88’ Ordenewitz |

| Arbitro: | Löwer |

|                                                    |           |  |
| Labbadia 16’, 67’ Scholl 25’, 29’, 58’ Kreuzer 44’ | Marcatori |  |

| Arbitro: | Amerell |

|  |           |               |
|  | Marcatori | 27’ Buckmaier |

| Arbitro: | Fröhlich |

|                                |           |  |
| Zorc 9’ (rig.) Sammer 14’, 86’ | Marcatori |  |

| Arbitro: | Schmidhuber |

|  |           |                                           |
|  | Marcatori | 32’ Dahlin 50’ Fach 67’ Pflipsen 82’ Neun |

| Arbitro: | Assenmacher |

|                        |           |  |
| Weichert 84’ Bäron 88’ | Marcatori |  |

| Arbitro: | Weber |

|  |           |                                       |
|  | Marcatori | 10’ Neubarth 32’, 59’ Kohn 89’ Herzog |

| Arbitro: | Löwer |

|             |           |                                      |
| Wynalda 86’ | Marcatori | 5’ Knup 58’, 65’ Gaudino 62’ Schäfer |

| Arbitro: | Dardenne |

|                                                            |           |              |
| Eckstein 21’ Hintermaier 33’ Kristl 44’ (aut.) Brunner 85’ | Marcatori | 19’ Savichev |

### Coppa di Germania
| Arbitro: | Jansen |

|              |           |                                            |
| Hinrichs 78’ | Marcatori | 18’, 83’, 85’ Wynalda 51’ Lust 74’ Krätzer |

| Arbitro: | Mölm |

|                        |           |              |
| Klee 24’ Akpoborie 90’ | Marcatori | 89’ Savichev |

## Statistiche

### Statistiche di squadra
| Competizione      | Punti | In casa | In casa | In casa | In casa | In casa | In casa | In trasferta | In trasferta | In trasferta | In trasferta | In trasferta | In trasferta | Totale | Totale | Totale | Totale | Totale | Totale | DR  |
| Competizione      | Punti | G       | V       | N       | P       | Gf      | Gs      | G            | V            | N            | P            | Gf           | Gs           | G      | V      | N      | P      | Gf     | Gs     | DR  |
| ----------------- | ----- | ------- | ------- | ------- | ------- | ------- | ------- | ------------ | ------------ | ------------ | ------------ | ------------ | ------------ | ------ | ------ | ------ | ------ | ------ | ------ | --- |
| Bundesliga        | 23    | 17      | 4       | 5       | 8       | 18      | 31      | 17           | 1            | 8            | 8            | 19           | 40           | 34     | 5      | 13     | 16     | 37     | 71     | -34 |
| Coppa di Germania | -     | 0       | 0       | 0       | 0       | 0       | 0       | 2            | 1            | 0            | 1            | 6            | 3            | 2      | 1      | 0      | 1      | 6      | 3      | +3  |
| Totale            | 23    | 17      | 4       | 5       | 8       | 18      | 31      | 19           | 2            | 8            | 9            | 25           | 43           | 36     | 6      | 13     | 17     | 43     | 74     | -31 |

### Andamento in campionato
| Giornata  | 1 | 2 | 3  | 4  | 5  | 6 | 7  | 8 | 9  | 10 | 11 | 12 | 13 | 14 | 15 | 16 | 17 | 18 | 19 | 20 | 21 | 22 | 23 | 24 | 25 | 26 | 27 | 28 | 29 | 30 | 31 | 32 | 33 | 34 |
| --------- | - | - | -- | -- | -- | - | -- | - | -- | -- | -- | -- | -- | -- | -- | -- | -- | -- | -- | -- | -- | -- | -- | -- | -- | -- | -- | -- | -- | -- | -- | -- | -- | -- |
| Luogo     | T | C | T  | C  | T  | C | T  | C | T  | C  | T  | C  | T  | C  | T  | T  | C  | C  | T  | C  | T  | C  | T  | C  | T  | C  | T  | C  | T  | C  | T  | C  | C  | T  |
| Risultato | N | V | P  | P  | N  | V | N  | N | P  | N  | P  | V  | V  | P  | P  | N  | P  | V  | N  | N  | N  | N  | N  | N  | N  | P  | P  | P  | P  | P  | P  | P  | P  | P  |
| Posizione | 7 | 3 | 12 | 16 | 15 | 8 | 10 | 9 | 11 | 11 | 13 | 11 | 9  | 11 | 12 | 13 | 13 | 12 | 12 | 10 | 11 | 11 | 12 | 12 | 12 | 12 | 13 | 15 | 15 | 15 | 17 | 17 | 18 | 18 |

Legenda:

Luogo: C = Casa; T = Trasferta. Risultato: V = Vittoria; N = Pareggio; P = Sconfitta.

### Statistiche dei giocatori
| Giocatore      | Bundesliga | Bundesliga | Bundesliga  | Bundesliga | Coppa di Germania | Coppa di Germania | Coppa di Germania | Coppa di Germania | Totale   | Totale | Totale      | Totale     |
| Giocatore      | Presenze   | Reti       | Ammonizioni | Espulsioni | Presenze          | Reti              | Ammonizioni       | Espulsioni        | Presenze | Reti   | Ammonizioni | Espulsioni |
| -------------- | ---------- | ---------- | ----------- | ---------- | ----------------- | ----------------- | ----------------- | ----------------- | -------- | ------ | ----------- | ---------- |
| M. Badji       | 0          | 0          | 0           | 0          | 0                 | 0                 | 0                 | 0                 | 0        | 0      | 0           | 0          |
| S. Beckenbauer | 12         | 0          | 2           | 1          | 0                 | 0                 | 0                 | 0                 | 12       | 0      | 2           | 1          |
| S. Brasas      | 27         | 0          | 0           | 0          | 2                 | 0                 | 0                 | 0                 | 29       | 0      | 0           | 0          |
| H. Bürger      | 32         | 1          | 11          | 0          | 2                 | 0                 | 1                 | 0                 | 34       | 1      | 12          | 0          |
| B. Eichmann    | 33         | 0          | 12          | 0          | 2                 | 0                 | 0                 | 0                 | 35       | 0      | 12          | 0          |
| W. Fuhl        | 22         | 1          | 2           | 0          | 2                 | 0                 | 1                 | 0                 | 24       | 1      | 3           | 0          |
| A. Glesius     | 4          | 0          | 1           | 0          | 1                 | 0                 | 0                 | 0                 | 5        | 0      | 1           | 0          |
| M. Hönerbach   | 18         | 0          | 4           | 0          | 1                 | 0                 | 0                 | 0                 | 19       | 0      | 4           | 0          |
| M. Kostmann    | 7          | 0          | 0           | 0          | 0                 | 0                 | 0                 | 0                 | 7        | 0      | 0           | 0          |
| M. Kostner     | 32         | 5          | 12          | 1          | 1                 | 0                 | 0                 | 0                 | 33       | 5      | 12          | 1          |
| T. Kristl      | 28         | 4          | 9           | 1          | 1                 | 0                 | 0                 | 0                 | 29       | 4      | 9           | 1          |
| M. Krätzer     | 27         | 3          | 3           | 0          | 2                 | 1                 | 1                 | 0                 | 29       | 4      | 4           | 0          |
| J. Lange       | 30         | 1          | 7           | 0          | 2                 | 0                 | 0                 | 0                 | 32       | 1      | 7           | 0          |
| M. Lust        | 17         | 1          | 4           | 0          | 1                 | 1                 | 0                 | 0                 | 18       | 2      | 4           | 0          |
| Y. Okemba      | 0          | 0          | 0           | 0          | 0                 | 0                 | 0                 | 0                 | 0        | 0      | 0           | 0          |
| J. Reeb        | 1          | 0          | 0           | 0          | 0                 | 0                 | 0                 | 0                 | 1        | 0      | 0           | 0          |
| B. Rohrbacher  | 0          | 0          | 0           | 0          | 0                 | 0                 | 0                 | 0                 | 0        | 0      | 0           | 0          |
| J. Roth        | 0          | 0          | 0           | 0          | 0                 | 0                 | 0                 | 0                 | 0        | 0      | 0           | 0          |
| Y. Savichev    | 34         | 8          | 1           | 0          | 2                 | 1                 | 0                 | 0                 | 36       | 9      | 1           | 0          |
| W. Schüler     | 7          | 1          | 0           | 0          | 1                 | 0                 | 0                 | 0                 | 8        | 1      | 0           | 0          |
| T. Stickroth   | 32         | 2          | 4           | 0          | 2                 | 0                 | 0                 | 0                 | 34       | 2      | 4           | 0          |
| T. Stratos     | 7          | 0          | 3           | 0          | 1                 | 0                 | 0                 | 0                 | 8        | 0      | 3           | 0          |
| S. Straub      | 0          | 0          | 0           | 0          | 0                 | 0                 | 0                 | 0                 | 0        | 0      | 0           | 0          |
| A. Wahlen      | 0          | 0          | 0           | 0          | 0                 | 0                 | 0                 | 0                 | 0        | 0      | 0           | 0          |
| W. Wuttke      | 23         | 0          | 6           | 1          | 1                 | 0                 | 0                 | 0                 | 24       | 0      | 6           | 1          |
| E. Wynalda     | 32         | 9          | 3           | 0          | 2                 | 3                 | 0                 | 0                 | 34       | 12     | 3           | 0          |
| T. Zechel      | 16         | 0          | 2           | 0          | 0                 | 0                 | 0                 | 0                 | 16       | 0      | 2           | 0          |